# 新谷敬三郎
新谷 敬三郎（あらや けいざぶろう、1922年3月20日 - 1995年11月6日）は、日本のロシア文学者、早稲田大学名誉教授。

## 略歴
北海道小樽市出身。
1949年早稲田大学文学部露文科卒。1960年早稲田大学助教授、1965年教授、1992年定年、名誉教授。
ドストエフスキーが専門で、バフチンのドストエフスキー論を訳した。
1995年11月6日、胃癌のため死去。

## 著書
- 『ドストエフスキイの方法』（海燕書房） 1974
- 『ドストエフスキイと日本文学』（海燕書房） 1976
- 『『白痴』を読む』（白水社、白水叢書） 1979

## 翻訳
- 『日本のとりことなって』（フラエルマン, ザイキン、実業之日本社、少年少女世界の本） 1958
- 『ロシア共産主義の歴史と意味』（ベルジヤーエフ、田中西二郎共訳、白水社、ベルジヤーエフ著作集7） 1960
- 『ドストエフスキイ論 創造方法の諸問題』（ミハイル・バフチン、冬樹社） 1968
- 『ロシア・フォルマリズム論集 詩的言語の分析』（磯谷孝共編訳、現代思潮社、ロシア群書） 1971
- 『ソビエト文学史』（アラン・プレシャック、松本真一郎共訳、白水社、文庫クセジュ） 1981
- 『ミハイル・バフチン著作集 ことば対話テキスト』（ミハイル・バフチ、佐々木寛, 伊東一郎共訳、新時代社） 1988

## 記念論文集
- 『交錯する言語 新谷敬三郎教授古稀記念論文集』（名著普及会） 1992

## 参考
- 『『白痴』を読む』著者紹介